# Mary Frizzell
Mary Frizzell, później Thomasson (ur. 27 stycznia 1913 w Nanaimo, zm. 12 października 1972 w North Vancouver) – kanadyjska lekkoatletka specjalizująca się w krótkich biegach sprinterskich oraz w skoku w dal, uczestniczka letnich igrzysk olimpijskich w Los Angeles (1932), srebrna medalistka olimpijska w biegu sztafetowym 4 × 100 metrów.

## Sukcesy sportowe
| Rok  | Miasto      | Zawody                         | Konkurencja        | Wynik         |
| ---- | ----------- | ------------------------------ | ------------------ | ------------- |
| 1932 | Los Angeles | Igrzyska olimpijskie           | sztafeta 4 × 100 m | srebrny medal |
| 1934 | Londyn      | Igrzyska Imperium Brytyjskiego | skok w dal         | 4. miejsce    |

## Rekordy życiowe
- bieg na 100 metrów – 12,1 – Los Angeles 01/08/1932[1]
- skok w dal – 5,37 – Vancouver 25/07/1934